# 4-Stunden-Rennen von Sepang 2023, 2. Rennen

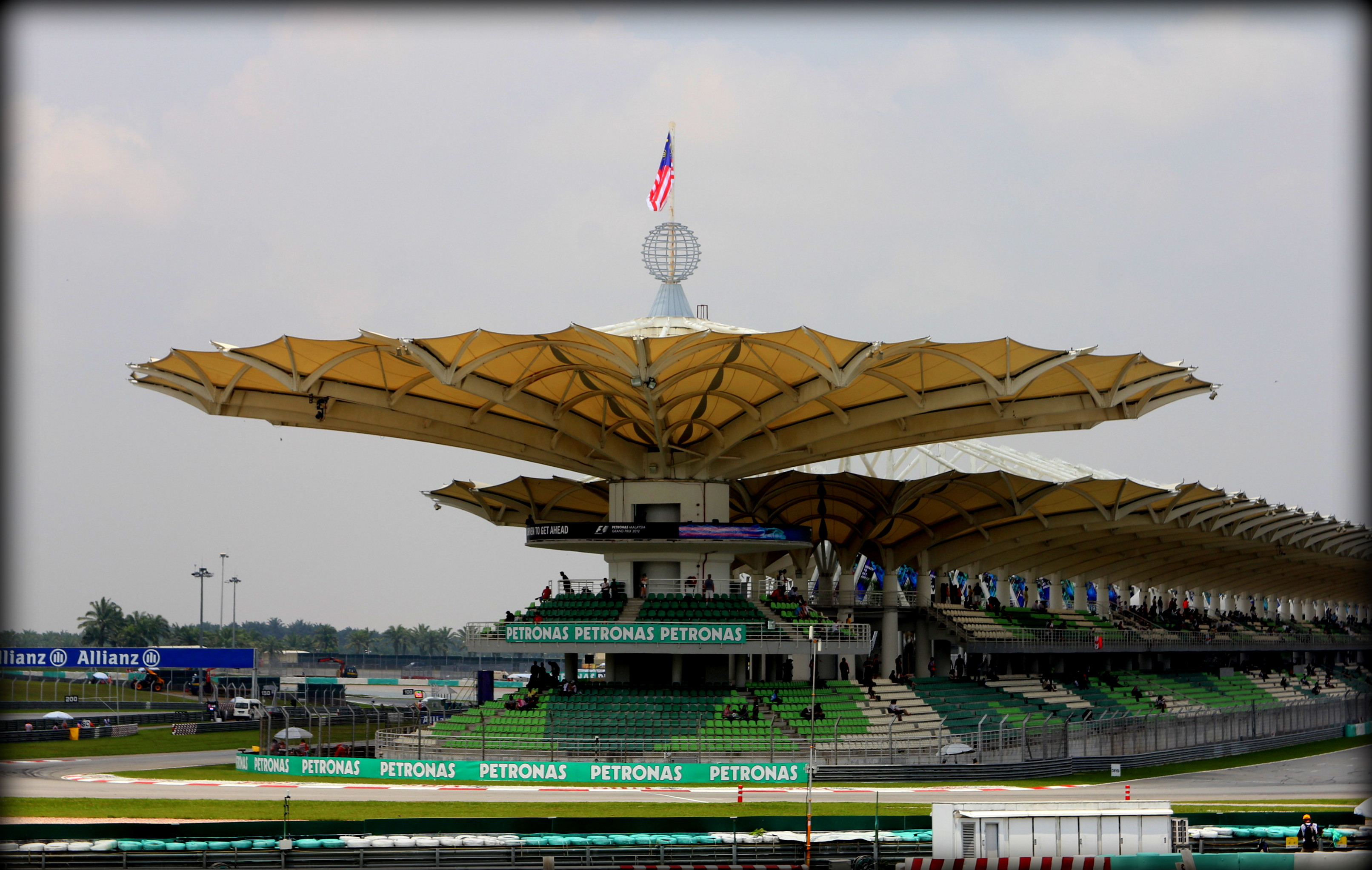
Haupttribüne des Sepang International Circuit

Das zweite 4-Stunden-Rennen von Sepang 2023, auch Asian Le Mans Series, 4 hours of Sepang 2023, fand am 3. Dezember auf dem Sepang International Circuit statt und war der zweite Wertungslauf der Asian Le Mans Series dieses Jahres.

## Das Rennen
Einen Tag nach dem 4-Stunden-Rennen von Sepang fand auf dem Sepang International Circuit der zweite Wertungslauf der Asian Le Mans Series 2024 statt. Diesmal siegten George Kurtz, Colin Braun und Malthe Jakobsen im Oreca 07, acht Sekunden vor Ahmad Al Harthy, Nikita Masepin und Louis Delétraz, die am Tag davor siegreich waren.

## Ergebnisse

### Schlussklassement
| 1           | LMP2 | 4  | CrowdStrike Racing by APR     | George Kurtz Colin Braun Malthe Jakobsen               | Oreca 07                      | 108 |
| 2           | LMP2 | 99 | 99 Racing                     | Ahmad Al Harthy ---- Nikita Masepin Louis Delétraz     | Oreca 07                      | 108 |
| 3           | LMP2 | 22 | Proton Competition            | Giorgio Roda Julien Andlauer René Binder               | Oreca 07                      | 108 |
| 4           | LMP2 | 83 | AF Corse                      | François Perrodo Matthieu Vaxivière Alessio Rovera     | Oreca 07                      | 108 |
| 5           | LMP2 | 55 | Proton Competition            | P. J. Hyett Harry Tincknell Paul-Loup Chatin           | Oreca 07                      | 108 |
| 6           | LMP2 | 3  | DKR Engineering               | Alexander Mattschull Tom Dillmann Laurents Hörr        | Oreca 07                      | 108 |
| 7           | LMP2 | 30 | Duqueine Team                 | John Falb Carl Wattana Bennett Oliver Rasmussen        | Oreca 07                      | 108 |
| 8           | LMP2 | 90 | TF Sport                      | Salih Yoluç Michael Dinan Charlie Eastwood             | Oreca 07                      | 107 |
| 9           | LMP2 | 25 | Algarve Pro Racing            | Chris McMurry Freddie Tomlinson Toby Sowery            | Oreca 07                      | 107 |
| 10          | LMP2 | 44 | ARC Bratislava                | Miroslav Konôpka Mathias Beche Jonas Ried              | Oreca 07                      | 107 |
| 11          | LMP3 | 2  | CD Sport                      | Michael Jensen Nick Adcock Fabien Lavergne             | Ligier JS P320                | 105 |
| 12          | LMP3 | 26 | Bretton Racing                | Dan Skočdopole Julien Gerbi Mihnea Stefan              | Ligier JS P320                | 104 |
| 13          | LMP3 | 17 | COOL Racing                   | James Winslow Alexander Bukhantsov Danial Frost        | Ligier JS P320                | 104 |
| 14          | GT   | 91 | Pure Rxcing                   | Alex Malykhin Klaus Bachler Joel Sturm                 | Porsche 911 GT3 R (992)       | 101 |
| 15          | GT   | 42 | Saintéloc Racing              | Christopher Haase Gilles Magnus Alban Varutti          | Audi R8 LMS Evo II            | 101 |
| 16          | GT   | 27 | Optimum Motorsport            | Mark Radcliffe Rob Bell Ollie Millroy                  | McLaren 720S GT3 Evo          | 101 |
| 17          | GT   | 7  | Al Manar Racing by GetSpeed   | Al Faisal Al Zubair Martin Konrad Fabian Schiller      | Mercedes-AMG GT3 Evo          | 101 |
| 18          | GT   | 69 | Optimum Motorsport            | Sam De Haan James Cottingham Tom Gamble                | McLaren 720S GT3 Evo          | 101 |
| 19          | GT   | 88 | Triple Eight Race Engineering | Jefri Ibrahim Broc Feeney Luca Stolz                   | Mercedes-AMG GT3 Evo          | 101 |
| 20          | GT   | 33 | Herberth Motorsport           | Antares Au Tim Heinemann Matteo Cairoli                | Porsche 911 GT3 R (992)       | 101 |
| 21          | GT   | 37 | Craft-Bamboo Racing           | Anthony Liu Jules Gounon Jayden Ojeda                  | Mercedes-AMG GT3 Evo          | 101 |
| 22          | GT   | 95 | TF Sport                      | John Hartshorne Ben Tuck Jonny Adam                    | Aston Martin Vantage AMR GT3  | 101 |
| 23          | GT   | 93 | Team Project 1                | Darren Leung Christian Bogle Dan Harper                | BMW M4 GT3                    | 101 |
| 24          | GT   | 86 | GR Racing                     | Mike Wainwright Ben Barker Riccardo Pera               | Ferrari 296 GT3               | 101 |
| 25          | GT   | 82 | AF Corse                      | Charles-Henri Samani Emmanuel Collard Kei Cozzolino    | Ferrari 296 GT3               | 101 |
| 26          | GT   | 43 | Saintéloc Racing              | Dennis Marschall Paul Evrard Zhou Bihuang              | Audi R8 LMS Evo II            | 100 |
| 27          | GT   | 84 | EBM                           | Adrian D’Silva Kerong Li Earl Bamber                   | Porsche 911 GT3 R (992)       | 100 |
| 28          | GT   | 11 | Attempto Racing               | ---- Alexey Nesov ---- Sergey Titarenko Ilya Gorbatsky | Audi R8 LMS Evo II            | 100 |
| 29          | GT   | 75 | Team Motopark                 | Lukas Dunner Heiko Neumann Morten Strømsted            | Mercedes-AMG GT3 Evo          | 100 |
| 30          | GT   | 77 | D'Station Racing              | Satoshi Hoshino Tomonobu Fujii Casper Stevenson        | Aston Martin Vantage AMR GT3  | 100 |
| 31          | GT   | 56 | Team Project 1                | Sean Gelael Maxime Oosten Huilin Han                   | BMW M4 GT3                    | 100 |
| Ausgefallen |      |    |                               |                                                        |                               |     |
| 32          | LMP2 | 24 | Nielsen Racing                | Ian Loggie Alex García Ferdinand Habsburg              | Oreca 07                      | 99  |
| 33          | LMP3 | 65 | Viper Niza Racing             | Douglas Khoo Dominic Ang Josh Burdon                   | Ligier JS P320                | 79  |
| 34          | GT   | 19 | Leipert Motorsport            | Gabriel Rindone Brendon Leitch Marco Mapelli           | Lamborghini Huracán GT3 Evo 2 | 73  |
| 35          | LMP3 | 20 | High Class Racin              | Auðunn Guðmundsson Anders Fjordbach Seth Lucas         | Ligier JS P320                | 70  |
| 36          | GT   | 9  | GetSpeed                      | Anthony Bartone Aaron Walker Steve Jans                | Mercedes-AMG GT3 Evo          | 50  |
| 37          | GT   | 8  | EBM                           | Setiawan Santoso Tanart Sathienthirakul Bastian Buus   | Porsche 911 GT3 R (992)       | 27  |
| 38          | GT   | 21 | AF Corse                      | Simon Mann François Hériau Davide Rigon                | Ferrari 296 GT3               | 26  |
| 39          | GT   | 66 | Attempto Racing               | Dylan Pereira Alex Aka ---- Andrey Mukovoz             | Audi R8 LMS Evo II            | 24  |

### Nur in der Meldeliste
Zu diesem Rennen sind keine weiteren Meldungen bekannt.

### Klassensieger
| Klasse | Fahrer         | Fahrer        | Fahrer          | Fahrzeug                | Platzierung im Gesamtklassement |
| ------ | -------------- | ------------- | --------------- | ----------------------- | ------------------------------- |
| LMP2   | George Kurtz   | Colin Braun   | Malthe Jakobsen | Oreca 07                | Gesamtsieg                      |
| LMP3   | Michael Jensen | Nick Adcock   | Fabien Lavergne | Ligier JS P320          | Rang 11                         |
| GT     | Alex Malykhin  | Klaus Bachler | Joel Sturm      | Porsche 911 GT3 R (992) | Rang 14                         |

### Renndaten
- Gemeldet: 39
- Gestartet: 39
- Gewertet: 31
- Rennklassen: 3
- Zuschauer: unbekannt
- Wetter am Renntag: warm und trocken
- Streckenlänge: 5,543 km
- Fahrzeit des Siegerteams: 4:00:38,800 Stunden
- Gesamtrunden des Siegerteams: 108
- Gesamtdistanz des Siegerteams: 598,644 km
- Siegerschnitt: unbekannt
- Pole Position: Salih Yoluç – Oreca 07 (#90) – 1:53,874
- Schnellste Rennrunde: Matthieu Vaxivière – Oreca 07 (#3) – 1:53,009
- Rennserie: 2. Lauf zur Asian Le Mans Series 2024